# Diastrophus rubi
Diastrophus rubi (лат.) — вид галл образующих ос семейства Цинипиды (Cynipidae), обитающий на стеблях ежевики (род Rubus). Насекомое было впервые описано немецким энтомологом Петером Фридрихом Буше в 1834 году и встречается в Европе.

## Описание

### Галл
Некоторые насекомые фитофаги откладывают яйцо в растительные ткани и создают микросреду для обитания личинки, вызывая пролиферацию и дифференцировку растительных клеток (галл). Как вертикальные, так и стелющиеся стебли ежевики могут быть повреждены, часто галлы расположены низко и скрыты растительностью. Как правило галлы, наиболее заметны зимой, когда ежевика теряет часть своей листвы. Галл представляет собой удлиненное вздутие на стеблях ежевики; 2-15 см в длину и около 1 см в ширину. Они часто изогнуты или вызывают изгиб стебля и могут содержать до 200 сферических вздутий. Каждое вздутие представляет собой камеру, содержащую белую червеобразную личинку осы. Личинки зимуют внутри камер галла, а следующей весной появляются взрослые особи (имаго). Галлы могут сохраняться на растении в течение многих лет, часто имеют серебристый цвет и многочисленные выходные отверстия.

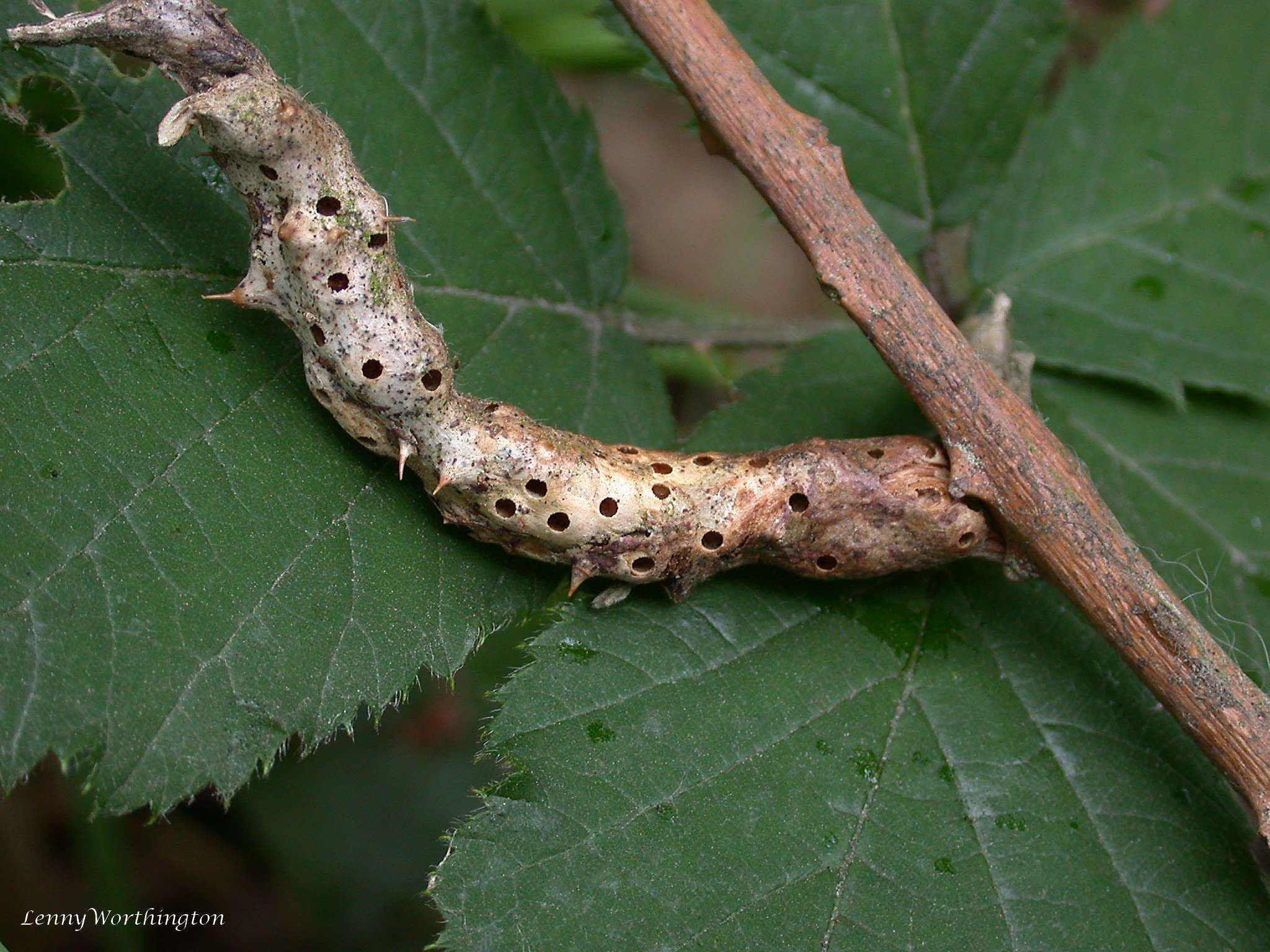

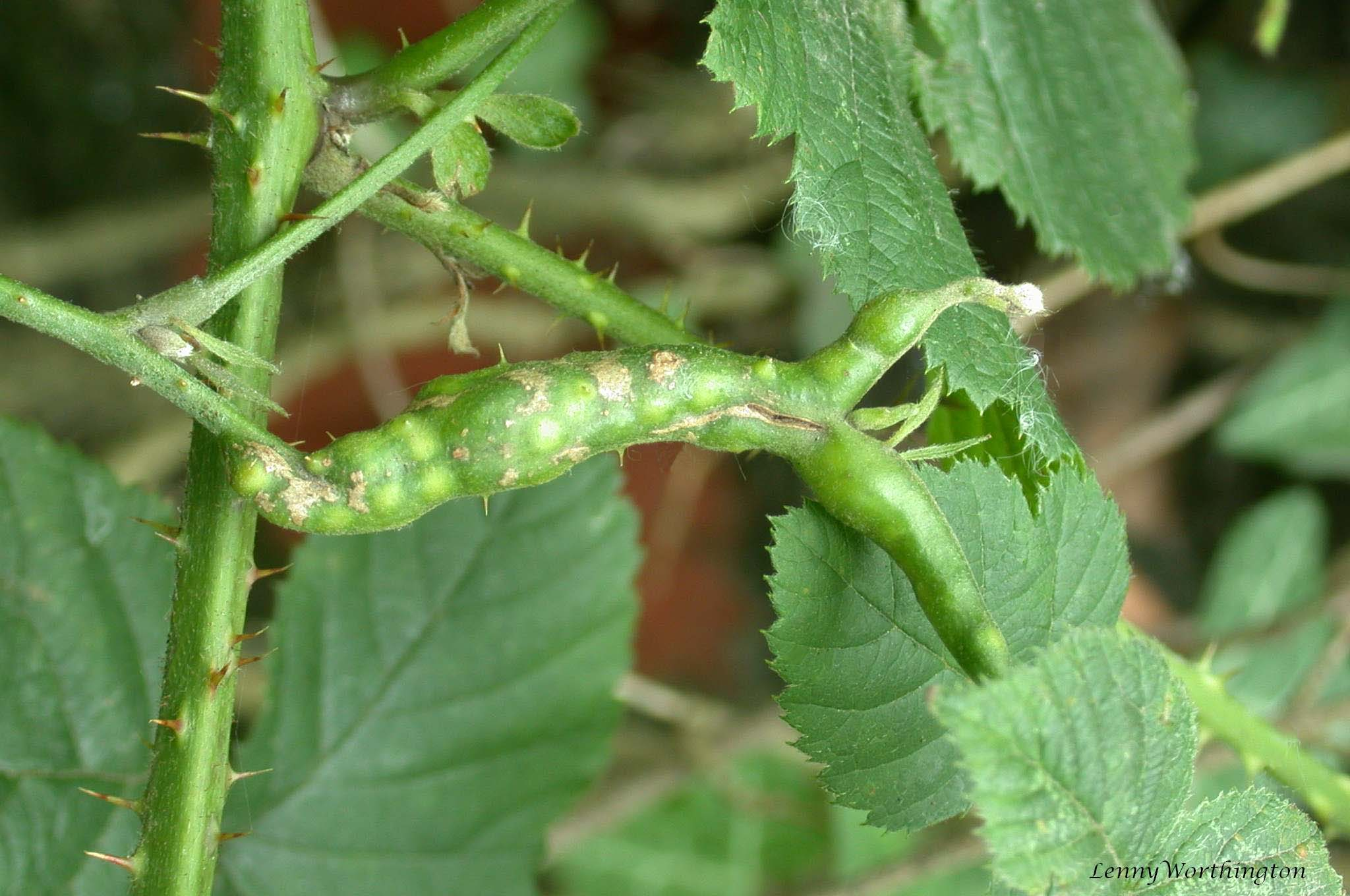

Галлы развиваются на следующих видах рода ежевики:
- Rubus caesius — ежевика сизая
- Rubus fruticosus — ежевика
- Rubus gillotii
- Rubus idaeus — малина красная
- Rubus praecox
- Rubus seebergensis
- Rubus sulcatus
- Rubus ulmifolius — ежевика вязолистная

## Ареал
Diastrophus rubi встречается в следующих странах; Австрия, Дания, Франция, Германия, Великобритания (наиболее распространена на юге и востоке), Венгрия, Испания и Швеция.

## Рекомендации
1. 1 2  Diastrophus rubi (Bouché, 1834). Fauna Europaea. Дата обращения: 8 мая 2021. Архивировано 8 мая 2021 года.
2. ↑  Chinery, Michael. Britain's Plant Galls. — Old Basing, Hampshire : WildGuides Ltd, 2011. — P. 37. — ISBN 978-190365743-0.
3. ↑  Redfern, Margaret. British Plant Galls / Margaret Redfern, Peter Shirley, Michael Bloxham. — Second. — Shrewsbury : FSC Publications, 2011. — P. 275–6. — ISBN 978-1-85153-284-1.
4. ↑  Ellis, W N. Diastrophus rubi (Bouché, 1834). Plant Parasites of Europe. Дата обращения: 8 мая 2021. Архивировано 8 мая 2021 года.
5. ↑  Chinery, Michael. Britain's Plant Galls. — Old Basing, Hampshire : WildGuides Ltd, 2011. — P. 37. — ISBN 978-190365743-0.Chinery, Michael (2011).